# Park Fosa i Stoki Cytadeli w Warszawie
Park Fosa i Stoki Cytadeli – park znajdujący się wokół murów Cytadeli Warszawskiej w warszawskiej dzielnicy Żoliborz, między ulicami: Wybrzeże Gdyńskie, Kaniowskiej i Krajewskiego. 

## Opis
Urządzanie parku rozpoczęto po II wojnie światowej według projektu Zygmunta Stępinskiego, Kazimierza Marczewskiego i Krystyny Onitzchowej. Powstał on w miejscu dawnej strzelnicy i miejsca ćwiczeń żołnierzy stacjonującego w Cytadeli 21 Pułku Piechoty „Dzieci Warszawy” w celu upamiętnienia rozstrzelania tam w 1925 trzech komunistów: Władysława Hibnera, Władysława Kniewskiego i Henryka Rutkowskiego. Jego centralnym elementem było mauzoleum w postaci granitowego sarkofagu. 
Pierwotnie park miał powierzchnię 1,7 ha i był ograniczony ulicami Kaniowską i Wybrzeżem Gdyńskim oraz murem Cytadeli. Po oczyszczeniu koryta i spiętrzeniu wody rzeki Drny powstał tam m.in. staw o powierzchni 1400 m². W pracach przy urządzaniu parku uczestniczyły m.in. brygady junaków Służby Polsce i ochotnicy ze Związku Młodzieży Polskiej. Przy wejściu planowano ustawienie na cokołach rzeźb kamiennych lwów dłuta Mieczysława Lubelskiego, które znajdowały się przed zniszczonym podczas obrony Warszawy we wrześniu 1939 gmachem Ministerstwa Spraw Wojskowych, jednak wojsko przejęło rzeźby i wybudowane cokoły pozostały puste. 
Park został otwarty w 1950. Nadano mu nazwę parku im. Kniewskiego, Hibnera i Rutkowskiego, jednak używano skróconej nazwy park Hibnera lub park im. Hibnera.
W 1954 na skraju parku, przy ul. Wybrzeże Gdyńskie, odsłonięto płytę upamiętniającą żołnierzy 2 Dywizji Piechoty poległych w czasie walk na przyczółku żoliborskim we wrześniu 1944.
W późniejszych latach park został rozszerzony i otoczył całą Cytadelę. 